# Anna Magnusson
Anna Magnusson (Piteå, 31 maart 1995) is een Zweeds biatlete.

## Carrière
Magnussen nam in 2014 deel aan de jeugdwereldkampioenschappen waar ze individueel zevende werd en ook met de Zweedse ploeg een zevende plaats behaalde. In 2015 nam ze deel aan zowel de wereldkampioenschappen bij de junioren als bij de elite. Bij de junioren werd ze zesde individueel, vierde met de Zweedse ploeg en negende in de achtervolging. Bij de elite werd ze 72e individueel en 8e met de Zweedse aflossingsploeg. Ze nam ook deel aan het Europees kampioenschap waar ze 29e werd individueel, 11e in de sprint, 7e in de achtervolging en 8e in de estafette. Ze nam in het seizoen 2014/15 ook voor de eerste keer deel aan de Wereldbaker maar behaald geen punten.
In het seizoen 2015/16 werd ze in de wereldbeker 102e in het algemene klassement en 63e in het de categorie individueel. Ze nam in 2016 opnieuw deel aan het wereldkampioenschap bij de junioren en elite. Bij de junioren werd ze 12e individueel, derde in de sprint, vierde in de achtervolging en tweede op de estafette met de Zweedse ploeg. Bij de elite haalde ze met de Zweedse ploeg een tiende plaats op de estafette als beste resultaat. In het seizoen 2016/17 brak ze door naar de top met een 23e ranking in de algemene stand. Op individuele nummers was haar beste resultaat 17e op de sprint.
In 2017 werd ze 59e op het wereldkampioenschap individueel en zesde in de twee estafette nummers als beste resultaat. Ze werd ook nog veertiende in de sprint en 36e in de achtervolging. In de wereldbeker liep het in 2017/18 een pak minder en werd ze maar 94e en 77e in de categorie achtervolging. Ze nam in 2018 deel aan de Olympische Spelen waar ze een zilveren medaille won met de Zweedse estafette ploeg. Op het individuele nummer eindigde ze 37e. In het seizoen 2018/19 werd ze 68e (algemene stand) en 41e (achtervolging). In 2019 nam ze opnieuw deel aan het WK en werd 65e individueel. Ze won met de Zweedse estafette ploeg zilver op de aflossing en werd elfde op de achtervolging. Op het EK van dat jaar behaalde ze een zilveren medaille op de single gemengde estafette.
In het seizoen 2019/20 eindigde ze als 64e in de algemene stand. Het seizoen erop deed ze een plaats beter en werd 63e en werd ook 55e in de sprint en 67e in de achtervolging. Op 11 december 2021 won ze met de Zweedse estafette ploeg haar eerste wereldbekerzege in het Oostenrijkse Hochfilzen. In het seizoen 2021/22 vond ze opnieuw aansluiting met de top en werd 33e in het algemene klassement. Ze werd ook 52e individueel, 29e op de sprint, 32e op de achtervolging en 39e op de massastart. In 2022 nam ze deel aan de Olympische Winterspelen voor een tweede keer. Ze verbaasde met een zevende plaats op de sprint, goed voor een Olympisch diploma en een 47e plaats op de achtervolging. 
In het seizoen 2022/23 won ze op 1 december 2022 haar tweede wereldbekerzege met de Zweeds estafetteploeg. Op 16 december 2022 in het Franse Annecy-Le Grand won ze haar eerste individuele wereldbekerzege op de 7,5 km sprint.

## Resultaten

### Olympische Winterspelen
| Jaar | Plaats      | Onderdeel   | Onderdeel | Onderdeel     | Onderdeel  | Onderdeel | Onderdeel          |
| Jaar | Plaats      | Individueel | Sprint    | Achtervolging | Massastart | Estafette | Gemengde estafette |
| ---- | ----------- | ----------- | --------- | ------------- | ---------- | --------- | ------------------ |
| 2018 | Pyeongchang | 37e         | –         | –             | –          | ↑         | –                  |
| 2022 | Peking      | –           | 7e        | 47e           | –          | –         | –                  |

### Wereldkampioenschappen
| Jaar | Plaats      | Onderdeel   | Onderdeel | Onderdeel     | Onderdeel  | Onderdeel | Onderdeel          | Onderdeel                 |
| Jaar | Plaats      | Individueel | Sprint    | Achtervolging | Massastart | Estafette | Gemengde estafette | Single gemengde estafette |
| ---- | ----------- | ----------- | --------- | ------------- | ---------- | --------- | ------------------ | ------------------------- |
| 2015 | Kontiolahti | 72e         | –         | –             | –          | 8e        | –                  |                           |
| 2016 | Oslo        | –           | 53e       | 57e           | –          | 10e       | –                  |                           |
| 2017 | Hochfilzen  | 59e         | 14e       | 36e           | –          | 6e        | 6e                 |                           |
| 2019 | Östersund   | 65e         | 43e       | 11e           | –          | Zilver    | –                  | –                         |
| 2023 | Oberhof     | 35e         | 9e        | 18e           | 26e        | 3         | –                  | –                         |

*Tijdens een Olympisch jaar wordt er geen WK georganiseerd.

*De single gemengde estafette (single mixed relay) wordt gelopen sinds 2019.

### Wereldbeker
Eindklasseringen
| Seizoen   | Algemeen | Individueel | Sprint | Achtervolging | Massastart |
| --------- | -------- | ----------- | ------ | ------------- | ---------- |
| 2014/2015 | –        | –           | –      | –             | –          |
| 2015/2016 | 102e     | 63e         | –      | –             | –          |
| 2016/2017 | 23e      | 34e         | 17e    | 29e           | 19e        |
| 2017/2018 | 94e      | –           | –      | 77e           | –          |
| 2018/2019 | 68e      | –           | –      | 41e           | –          |
| 2019/2020 | 64e      | 44e         | 60e    | 73e           | –          |
| 2020/2021 | 63e      | –           | 55e    | 67e           | –          |
| 2021/2022 | 33e      | 52e         | 29e    | 32e           | 39e        |
| 2022/2023 | 14e      | 15e         | 9e     | 19e           | 10e        |

Wereldbekerzeges
| Nr.         | Datum            | Plaats          | Onderdeel          |
| Individueel | Individueel      | Individueel     | Individueel        |
| ----------- | ---------------- | --------------- | ------------------ |
| 1.          | 16 december 2022 | Annecy-Le Grand | 7,5 km sprint      |
| Estafettes  |                  |                 |                    |
| 1.          | 11 december 2021 | Hochfilzen      | 4 x 6 km estafette |
| 2.          | 1 december 2022  | Kontiolahti     | 4 x 6 km estafette |